# Galougo
El Galougo és un petit riu de Mali, afluent per l'esquerra del Senegal, que desaigua prop de la població de Galougo que li dona el nom. situada a uns 20 km a l'oest de Bafoulabé. Antigament va formar el límit oriental del cercle de Médine al territori de l'Alt Senegal (des de 1890 territori del Sudan Francès i des de 1892 colònia del Sudan Francès).
A la petita població de Galuogo hi havia una estació de mesurament del riu Senegal.